# António Silva (Fußballspieler)
António João Pereira Albuquerque Tavares Silva (* 30. Oktober 2003 in Viseu) ist ein portugiesischer Fußballspieler, der als Innenverteidiger für Benfica Lissabon in der Primeira Liga spielt. Er spielt normalerweise auf der rechten Seite in der Innenverteidigung, kann aber auch auf beiden Seiten eingesetzt werden, da er den Ball mit beiden Füßen spielen kann.

## Karriere

### Verein
Der in Viseu geborene Silva spielte in seiner Jugend bei den Amateurklubs Viseu United, Penalva do Castelo und Repesenses. Er fiel schnell auf und absolvierte mehrere Trainingseinheiten bei Sporting Lissabon, während der FC Porto ebenfalls Interesse an ihm zeigte, aber schließlich wechselte er 2016 zu Benfica Lissabon. Da er mit Heimweh zu kämpfen hatte, kehrte Silva in seine Heimatstadt zurück, um Zeit mit seiner Familie zu verbringen. Mithilfe des Psychologen des Vereins gelang es ihm jedoch, seine psychischen Probleme zu überwinden und ein Jahr später zu Benfica zurückzukehren, nachdem er sich an das Leben in Lissabon gewöhnt hatte.
Am 28. November 2021 unterzeichnete Silva seinen ersten Profivertrag bei Benfica B. Sein Debüt für Benfica B gab er bei der 1:2-Niederlage in der LigaPro gegen CD Mafra am 2. April 2022. Er spielte auch für Benfica in der UEFA Youth League und gewann sie 2021/22, wobei Silva bei 6:0-Sieg im Finale gegen den FC Salzburg über die volle Spielzeit auf dem Platz stand. Nach seinen guten Leistungen wurde er zu Beginn der Saison 2022/23 von Trainer Roger Schmidt in die erste Mannschaft befördert. Sein Debüt in der Primeira Liga gab er am 27. August 2022 beim 3:0-Auswärtssieg bei Boavista Porto. Am 5. September stimmte er einer Vertragsverlängerung bis 2027 zu, seine Ausstiegsklausel stieg damit auf 100 Millionen Euro an.

### Nationalmannschaft
Silva ist Jugendnationalspieler Portugals und absolvierte Spiele für Auswahlmannschaften von der U-16 bis zur U-21. Am 17. November 2022 debütierte er im letzten WM-Vorbereitungsspiel gegen Nigeria in der A-Nationalmannschaft. Er nahm an der WM teil und bestritt das letzte Gruppenspiel gegen Südkorea.
Bei der Europameisterschaft 2024 stand er ebenfalls im portugiesischen Aufgebot und kam zu zwei Einsätzen in der Gruppenphase des Turniers.

## Erfolge
Benfica Lissabon
- Portugiesischer Meister: 2023
- Portugiesischer Supercupsieger: 2023
- Youth-League-Sieger: 2022

Nationalmannschaft
- UEFA-Nations-League-Sieger: 2025